# 卧龙晓城站
卧龙晓城站位于厦门市思明区莲前西路金尚路，为厦门快速公交一，二，三号线的高架侧式车站，于2008年9月1日启用。车站以淡蓝色作为布置的主要色彩。车站共有两个出入口。

## 车站出口
- 莲前西路北侧，金尚路东侧
- 莲前西路南侧，金尚路东侧

## 连接线
卧龙晓城站的连接线为“L11”，从卧龙晓城站至莲花五村站，途径西林站，禹州花园站，谊爱路站，龙山中路站（上行），莲花龙山站（下行），龙华里站（上行）。
沿途可达忠仑公园等。
票价为单一票价五角，使用厦门易通卡为三角。